# Thomas Zaunschirm
Thomas Zaunschirm (* 2. Dezember 1943 in Liegnitz, Niederschlesien) ist ein Kunstwissenschaftler.
Nach seiner Promotion und Habilitation in Salzburg folgten Gastprofessuren an den Universitäten Zürich und Graz. Von 1989 bis 1994 war Zaunschirm Professor für Kunstgeschichte an der Universität Freiburg im Breisgau. Von 1995 bis 2007 war er Professor für Neuere Kunstgeschichte und Kunstwissenschaft an der Universität Duisburg-Essen in Essen. Seit seinem Ausscheiden lebt er in Wien. Er verfasste zahlreiche Bücher zur Kunst der Moderne und Methodologie.

## Werke (Auswahl)
- Dissertation: Systeme der Kunstgeschichte, Universität Salzburg, 1973; verlegt vom Verband der Wissenschaftlichen Gesellschaften Österreichs, Wien 1975.
- Die fünfziger Jahre. Heyne, München 1980.
- Die Farben Schwarz. (Hrsg.), Springer Verlag, Wien/New York 1999.
- Sphingen, bunte Kühe und eine Ente. Klartext, Essen 2001.
- Kunstwissenschaft – Eine Art Lehrbuch. Klartext, Essen 2002.
- Über Diego Velázquez. Seltmann, Lüdenscheid 2006.